# Association Internationale des Groupes Cyclistes Professionnels
Die Association Internationale des Groupes Cyclistes Professionnels (fr., kurz: AIGCP, dt. etwa: Internationale Vereinigung der Profiradmannschaften) ist die Vereinigung der professionellen Radsportteams (genauer: der Teambetreiber).

## Aufgabe
Die AIGCP vertritt die Interessen der Betreiber der UCI WorldTeams und UCI ProTeams gegenüber dem Weltradsportverband UCI und den Rennorganisatoren. So setzt sich die AIGCP u. a. gegen das Verbot des Funkverkehrs zwischen Fahrern und Teamwagen ein.
Mit der "Fahrer-Gewerkschaft" Cyclistes Professionnels Associés (CPA) handelt die AIGCP die die Mindestarbeitsbedingungen der Fahrer in einer tarifvertragsähnlichen Abrede ("Joint Agreements"/"Accord Paritaire") aus. Die UCI macht in ihrem Reglement für den Straßenradsport die Erfüllung dieser Mindestarbeitsbedingungen zur Voraussetzung der Lizenzierung eines Teams als UCI WorldTeam oder UCI ProTeam.

## Geschichte
Nachdem der Teammanager des zwischenzeitlich aus der AIGCP ausgetretenen Teams Quick Step, Patrick Lefevere, Präsident der AIGCP war, wurde im Jahr 2008 der Teammanager des Teams Cofidis, le Crédit en Ligne, Eric Boyer, zu seinem Nachfolger gewählt.
Nach einem misslungenen Boykott des Rennens Paris–Nizza 2008 im Zuge der Auseinandersetzungen zwischen den Rennorganisatoren auf der einen und UCI sowie Teams auf der anderen Seite, verließen vorübergehend mehr als die Hälfte der Teams die AIGCP.
Boyer wurde im Jahr 2009 durch Jonathan Vaughters (Teammanager des Team Garmin-Cervélo) als Präsident abgelöst. Vaughters kandidierte nicht mehr für die anstehende Wiederwahl im März 2013 und wurde durch Luuc Eisenga in dieser Funktion abgelöst.

## Verhältnis zu anderen Teamvereinigungen
Neben dem AIGCP gab es zwischenzeitlich eine Vereinigung der Teams in der damaligen UCI ProTour, die International Professionnal Cycling Teams (IPTC). Der Mouvement Pour un Cyclisme Crédible entstand 2007 aus der Vereinigung von Mannschaften, die ein härteres Vorgehen in Fragen der Dopingbekämpfung forderten und seine Mitglieder auf strengere interne Regelungen verpflichtete. Im Jahr 2013 gründete sich mit Velon eine Vereinigung diverser UCI WorldTeams, die neben der Interessenvertretung auch ein gemeinsames Marketing betreiben. Im Frauenradrennsport gründeten 2020 vier Teams die Vereinigung UNIO u. a. mit der Begründung, dass sich Velon und AIGCP nicht um die Belange der Frauenteams kümmerten.